# Der Cicerone
Der Cicerone war laut einem ihrer Untertitel eine „Halbmonatsschrift für die Interessen des Kunstforschers & Sammlers“. Die Zeitschrift erschien im Zeitraum von 1909 bis 1930 alle zwei Wochen in dem in Leipzig ansässigen Verlag Klinkhardt & Biermann, bevor sie 1930 in dem Periodikum Pantheon. Internationale Jahreszeitschrift für Kunst aufging. Mindestens einmal lag dem Blatt die Beilage Westpreußisches Provinzial-Museum. Kunstgewerbliche Neuerwerbungen des Provinzial-Museums Danzig bei.
Der Cicerone wurde von der Zeitschriftendatenbank den Sachgruppen Kunst und Bildende Künste allgemein zugeordnet. Die Universitätsbibliothek Heidelberg hat sämtliche Jahrgänge des Blattes online als Digitalisat zugänglich gemacht.